# 数理科学
数理科学（すうりかがく、英語：mathematical sciences）は、数学・数学の応用分野、数理統計学を含む数学及びその周辺の学術分野を表す。数学は古くからある学術であるが、数理科学は20世紀後半から使われるようになった言葉のようである。

## 概要
数理科学の研究は計算機による数値実験ということも行われるが、基本的に理論研究である。また、数理科学は「数学と諸科学の出会いの場である」とも言われ、様々な分野と関連する。具体例としては、統計学、物理学、生物学、経済学、計算機科学、暗号理論、集団遺伝学、金融工学、経営システム工学などが挙げられる。

## 数理科学を学べる大学
主に数学科や数理科学科、名称に数理と付く学科などで学ぶことができる。
また大学によっては情報系学部・学科に属している場合もある。

### 国立大学
- 室蘭工業大学理工学部 システム理化学科 数理情報システムコース
- 弘前大学理工学部 数理科学科
- 岩手大学理工学部 理工学科 数理・物理コース（旧物理・材料理工学科 数理・物理コース）
- 秋田大学理工学部 数理・電気電子情報学科 数理科学コース
- 茨城大学理学部 理学科 数学・情報数理コース
- 東京科学大学情報理工学院 数理・計算科学系
- 千葉大学理学部 数学・情報数理学科
- 島根大学総合理工学部 総合理工学科 IT・デジタル分野（数理データサイエンス⼈材養成履修モデルを用意、旧数理科学科）
- 横浜国立大学理工学部 数物・電子情報系学科 数理科学EP
- 名古屋大学理学部 数理学科
- 金沢大学理工学域 数理科学類
- 大阪大学基礎工学部 情報科学科 数理科学コース
- 徳島大学理工学部 数理科学コース
- 岡山大学環境理工学部 環境数理学科
- 山口大学理学部 数理科学科
- 佐賀大学理工学部 理工学科 数理サイエンスコース
- 琉球大学理学部 数理科学科

### 公立大学
- 東京都立大学理学部 数理科学科

### 私立大学
- 城西大学理学部 情報数理学科
- 慶應義塾大学理工学部 数理科学科
- 早稲田大学基幹理工学部 応用数理学科
- 東京理科大学創域理工学部 数理科学科
- 明治大学総合数理学部 現象数理学科
- 青山学院大学理工学部 数理サイエンス学科
- 芝浦工業大学システム理工学部 数理科学科
- 神奈川大学情報学部 システム数理学科
- 関東学院大学理工学部 数理・物理コース
- 東京電機大学理工学部 理学系 数理情報学コース
- 東海大学理学部 情報数理学科
- 日本大学生産工学部 数理情報工学科
- 東京女子大学現代教養学部 情報数理科学科（旧数理科学科）
- 武蔵野大学工学部 数理工学科
- 成蹊大学理工学部 理工学科 データ数理専攻
- 中部大学理工学部 数理・物理サイエンス学科
- 同志社大学理工学部 数理システム学科
- 関西学院大学理学部 数理科学科
- 立命館大学理工学部 数理科学科
- 京都産業大学理学部 数理科学科
- 龍谷大学先端理工学部 数理・情報科学課程
- 大阪工業大学情報科学部 情報システム学科数理科学、データサイエンス学科数理統計
- 大和大学理工学部 理工学科 数理科学専攻
- 山口東京理科大学工学部 数理情報科学科
- 福岡大学理学部 応用数学科

## 関連文献
- Barry Cipra, What's Happening in the Mathematical Sciences, vol.1(1993), vol.2(1994), vol.3(1995, 1996)...vol.9
- 広中平祐代表編集 『数理科学事典第二版』、丸善、2009年。ISBN 978-4-621-08125-9